# Université d'État de Bouriatie
L'université d'État de Bouriatie est un établissement d'enseignement supérieur situé à Oulan-Oude, en République de Bouriatie. Les cours sont dispensés en russe et en bouriate. Il a été établi en 1932 comme bouriate State College de formation des professeurs, et il est devenu une université en 1995. Il est membre de l'université de l'Arctique.

## Historique
L'université d'État de Bouriatie est l'une des plus anciennes universités de Sibérie, elle a été créée en conformité avec le décret présidentiel du 30 septembre 1995 et le décret gouvernemental du 2 novembre 1995, en liaison avec la base de l'Institut pédagogique d'État de Bouriatie (fondée en 1932) et la direction générale d'État de Novossibirsk.

### Facultés

#### Disciplines
- Biologie et géographie
- Langues étrangères
- Philologie
- Entraînement physique
- Physique et Technologie
- Histoire
- Études orientales
- Économie et gestion
- Droit
- Chimie
- Médecine fondamentale
- Sciences sociales et psychologie

#### Instituts
- De Mathématiques et Informatique
- National-humanitaire
- De la pédagogie
- Collège de Université d'État de Bouriatie

#### Localisations
- campus dans Aginskoe
- campus dans Bokhan
- Le bureau de représentation dans la République populaire de Chine

### Universitaires

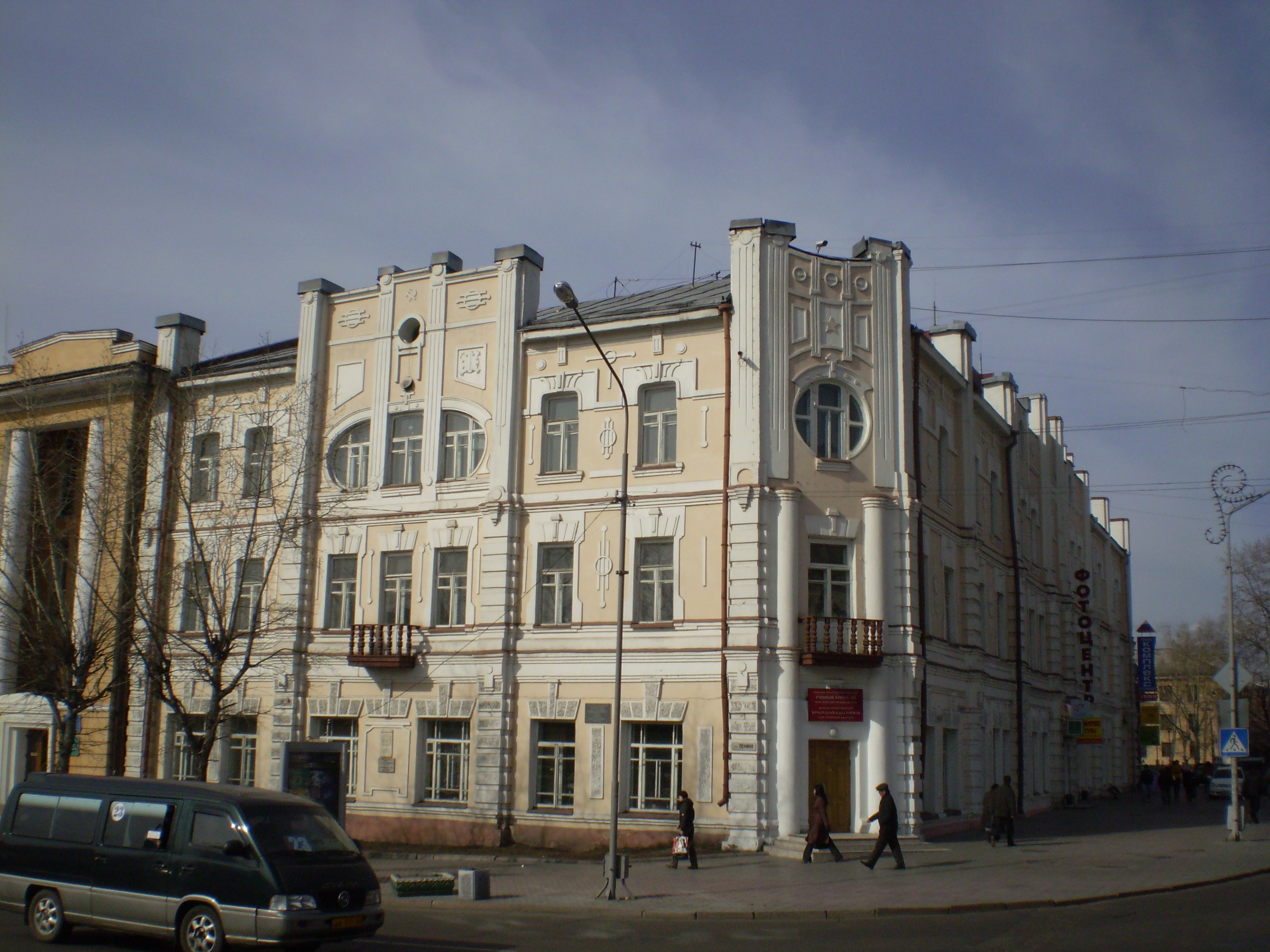
Pavillon № 3. Faculté des langues étrangères

Les tendances de recherche prioritaires à l'université comprennent, entre autres : l'information et de la technologie des télécommunications et de l'électronique, l'espace et de la technologie de l'aviation, la technologie des transports de nouvelles, l'écologie et la nature rationnelle-utilisation, et de la technologie d'économie d'énergie

### Les liaisons internationales
L'Université d'État de Bouriatie coopère avec des centres universitaires et de recherche dans de nombreux pays du monde. Chaque année, plus de cent cinquante étude internationale des étudiants à l'université effectue des étudiants non-commerciale et l'échange professeur avec ses organisations partenaires étrangers.[incompréhensible] L'université organise également des camps d'été, le lac Baïkal pour les étudiants et enseignants étrangers.
Les étudiants étrangers ont la possibilité de suivre des cours en russe et en Bouriate, dans lequel ils peuvent aussi découvrir la culture russe les cultures locales.
L'université est membre de l’Université de l'Arctique. UArctic est un réseau international d’universités, d’instituts de recherche et d’organisations ayant pour but de promouvoir, coordonner et soutenir la recherche ainsi que l’éducation en régions arctiques. Cependant, depuis le début de la guerre russo-ukrainienne, la collaboration a été interrompue.

### L'éducation pour les étudiants internationaux
L'Université d'État de Bouriatie offre des séjours de russe comme langue étrangère. Le département "le russe comme langue étrangère" a été fondé en septembre 2002 à la Faculté de Philologie de l'Université d'État de Bouriatie. Il existe aussi un programme de maîtrise de la direction philologie (en langue russe / littérature russe) pour les étudiants internationaux.